# Rocca sforzesca di Imola
La Rocca sforzesca di Imola è una fortificazione di età medievale costruita nella città di Imola. Costituisce un ottimo esempio di architettura militare tra Medioevo e Rinascimento. 
La rocca ospita le Collezioni d'armi e di ceramiche e l'Accademia Pianistica Internazionale «Incontri col Maestro».

## Storia

### La prima struttura

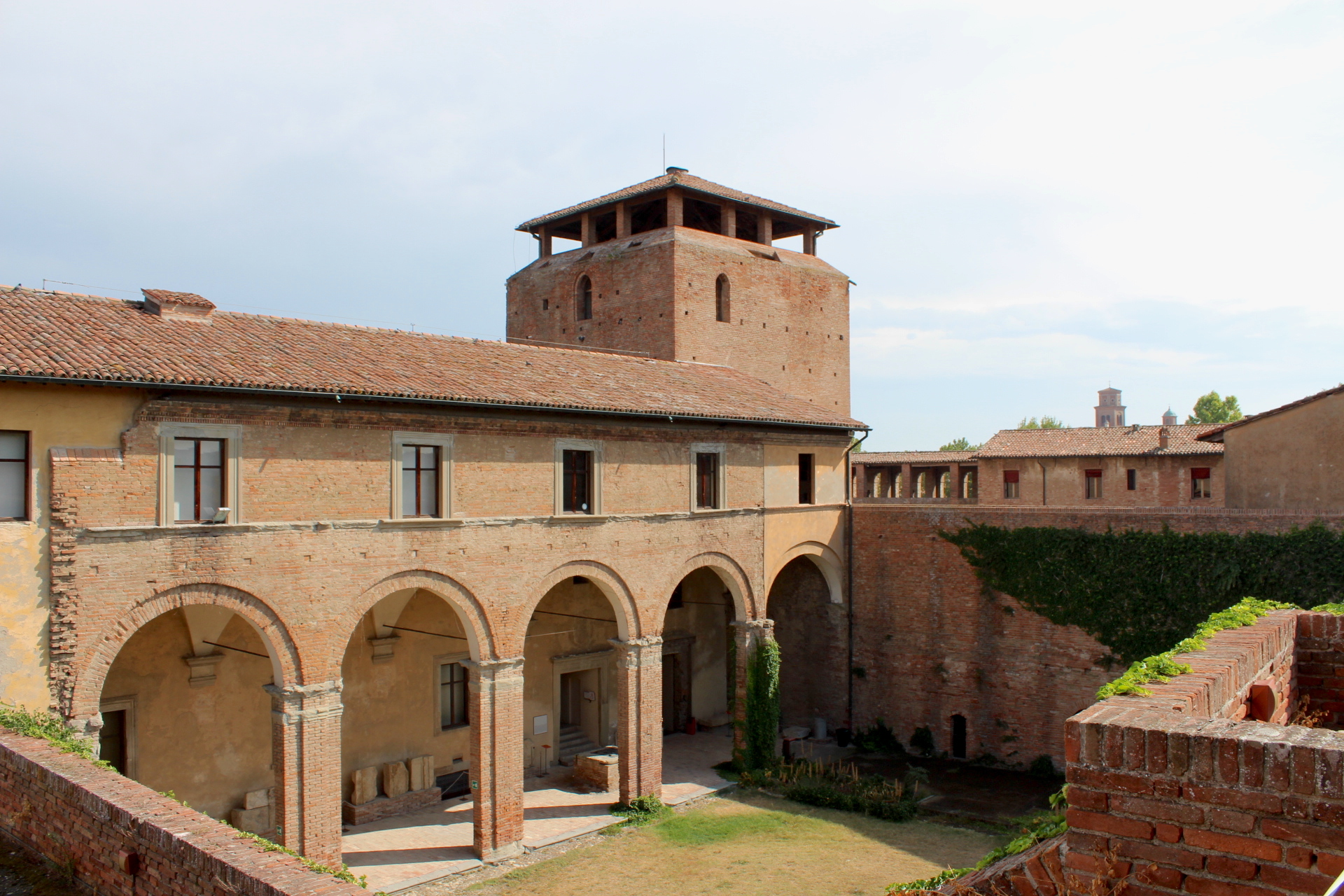
Veduta del palazzetto quattrocentesco e del mastio centrale.

La costruzione della prima struttura della Rocca venne disposta dal governo bolognese attraverso una norma statutaria che affidava al Comune di Imola l'acquisto del terreno dalla famiglia aristocratica degli Acquavia, avvenuto nel 1261.  La rocca aveva allora un perimetro quadrangolare con nove torri quadrate, quattro agli angoli e quattro al centro di ogni cortina, più una torre di ingresso sul lato orientale e un possente mastio centrale.
Durante il Tre e il Quattrocento la rocca fu a lungo contesa da famiglie rivali, ma furono gli Alidosi, già signori della valle del Santerno, a ottenere il vicariato di Imola nel 1334,  promuovendo una serie di interventi di fortificazione della rocca. Nel 1424 gli Alidosi vennero cacciati da Imola dai Visconti, che espugnarono la rocca per riconsegnarla al Papa. Divennero così signori di Imola i Manfredi, già signori di Faenza, che ripensarono tutto il sistema difensivo urbanistico.

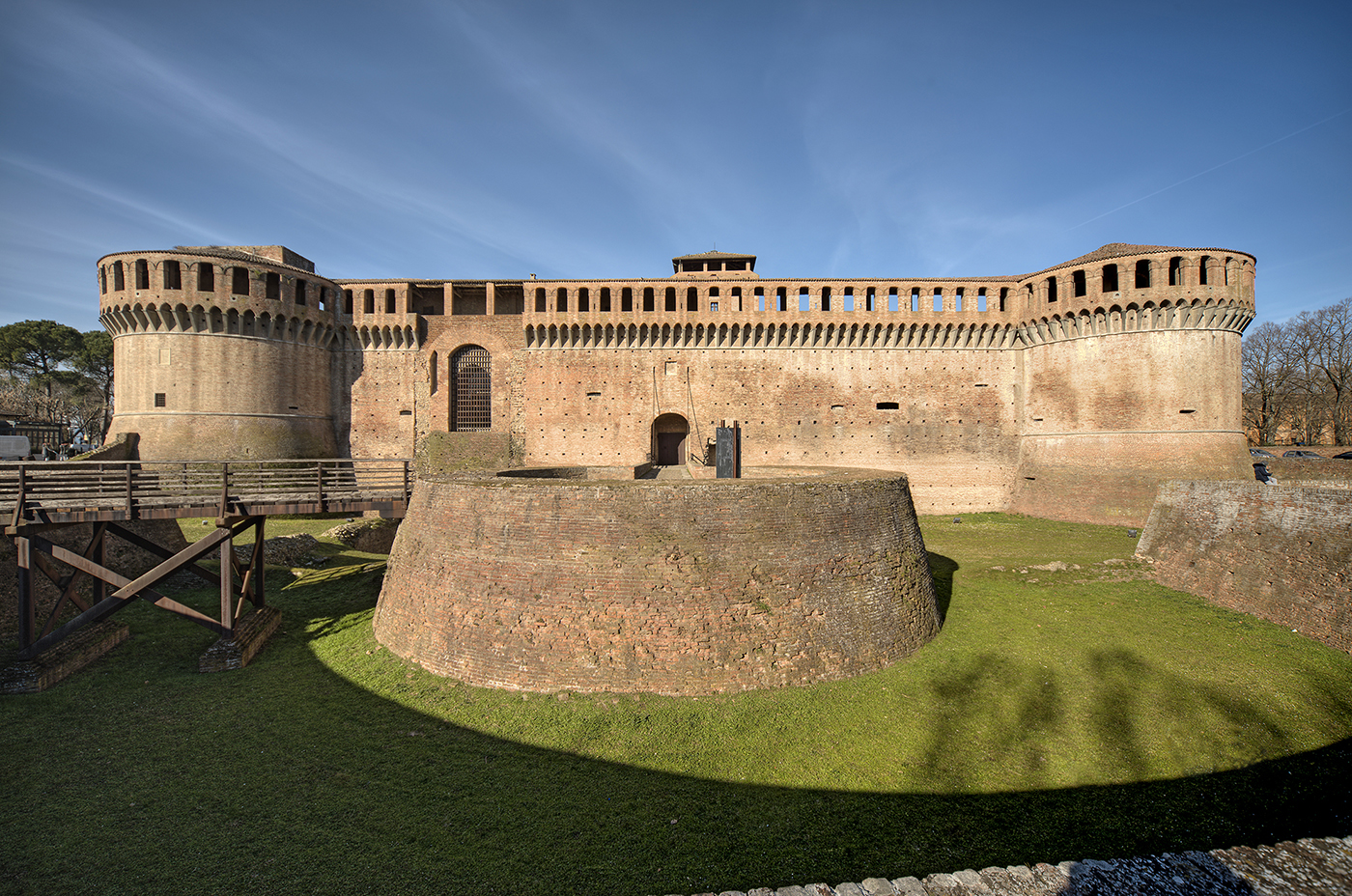
Rivellino e torrioni sul lato Est

### La struttura moderna
Nel XV secolo la fortezza venne adeguata ai nuovi sistemi di difesa necessari a contenere la potenza delle nuove ami da fuoco; la trasformazione avvenne per volontà di Gian Galeazzo Sforza e quindi di Girolamo Riario e Caterina Sforza. La trasformazione si compose di due interventi edilizi: il primo, diretto dall'ingegnere ducale sforzesco Danese Maineri tra il 1472 ed il 1474, il secondo, tutt'ora poco documentato, di un anonimo tecnico, probabilmente attorno ai primi anni ottanta del XV secolo. 
Fu in questo periodo che la rocca assunse la struttura attuale. Gli interventi compresero:
- l'ampliamento di mura e fossati;
- la riduzione del mastio, abbassato di alcuni metri, per poter resistere meglio ai colpi delle armi da fuoco;
- la demolizione delle torri quadrate ubicate al centro di ogni lato del muro di cinta;
- l'inglobamento delle torri angolari quadrate entro nuovi e più spessi torrioni circolari capaci di resistere ai colpi di bombarda;
- la costruzione di due rivellini esterni sui lati sud e est.

Quando Caterina Sforza mise per la prima volta piede in città il 1 maggio 1477 erano in corso dei lavori sulla Rocca, tuttavia non sappiamo su quale progetto.
Nel 1499 la Rocca fu assediata e conquistata da Cesare Borgia. Nel 1502 lo stesso Borgia chiamò Leonardo da Vinci per preparare i disegni e i lavori di rafforzamento dell'edificio dopo i danni subiti dall'artiglieria borgiana.

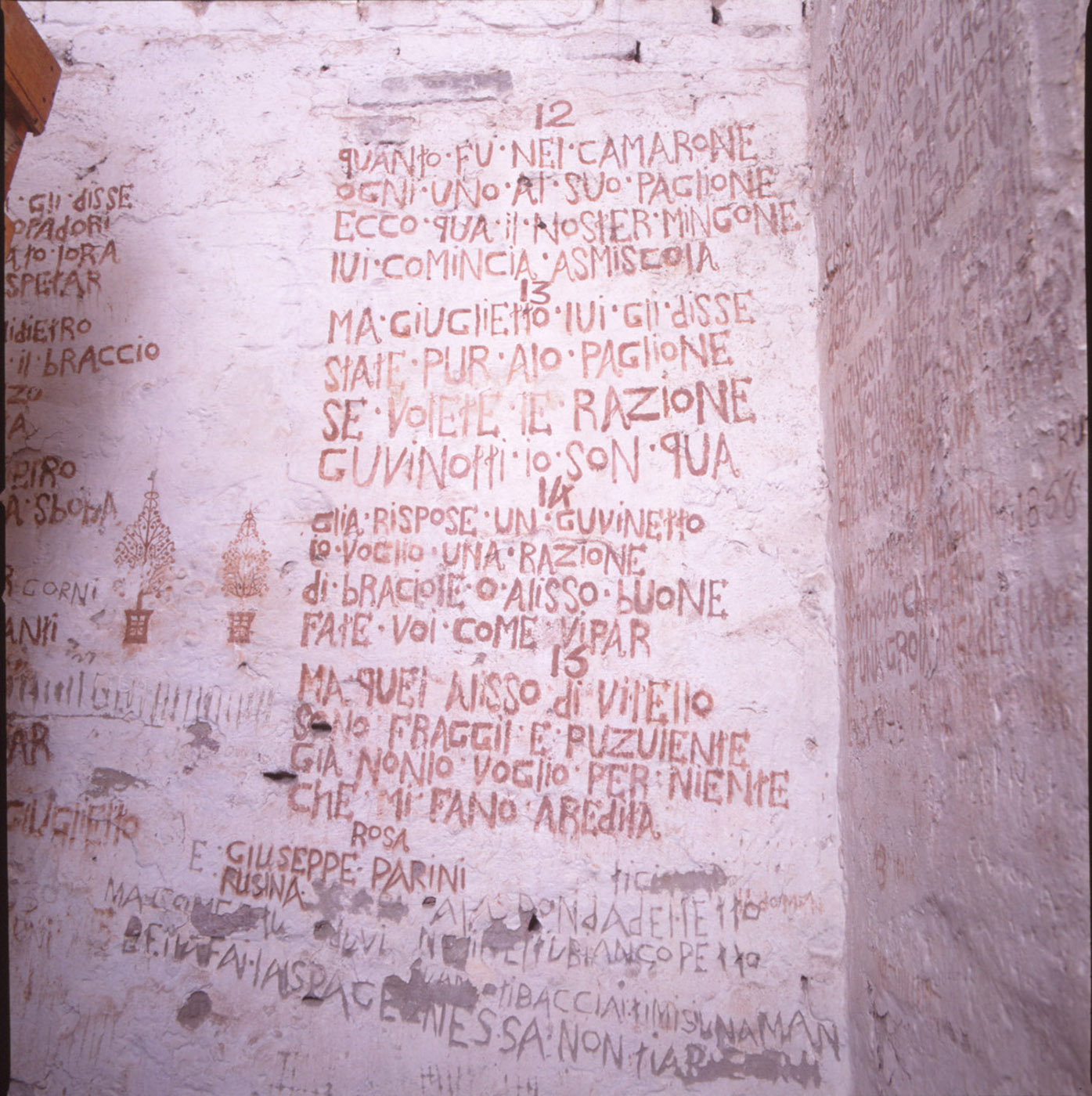
Graffiti realizzati dai carcerati nel "segretino" del piano ammezzato, 1856.

#### Da fortezza a prigione
Oltre agli scopi difensivi, le mura servirono anche come prigione. Nella prima metà del XV secolo vi fu anche rinchiuso per dodici anni Antonio Ordelaffi, signore di Forlì.
Successivamente Imola passò sotto il diretto dominio pontificio. Non essendoci più bisogno di una struttura difensiva a Imola, la Rocca perse la sua originale funzione. Dal 1524, anno dell'arrivo in Romagna di Francesco Guicciardini in qualità di Presidente della Provincia Romandiolæ, la Rocca divenne carcere pontificio.

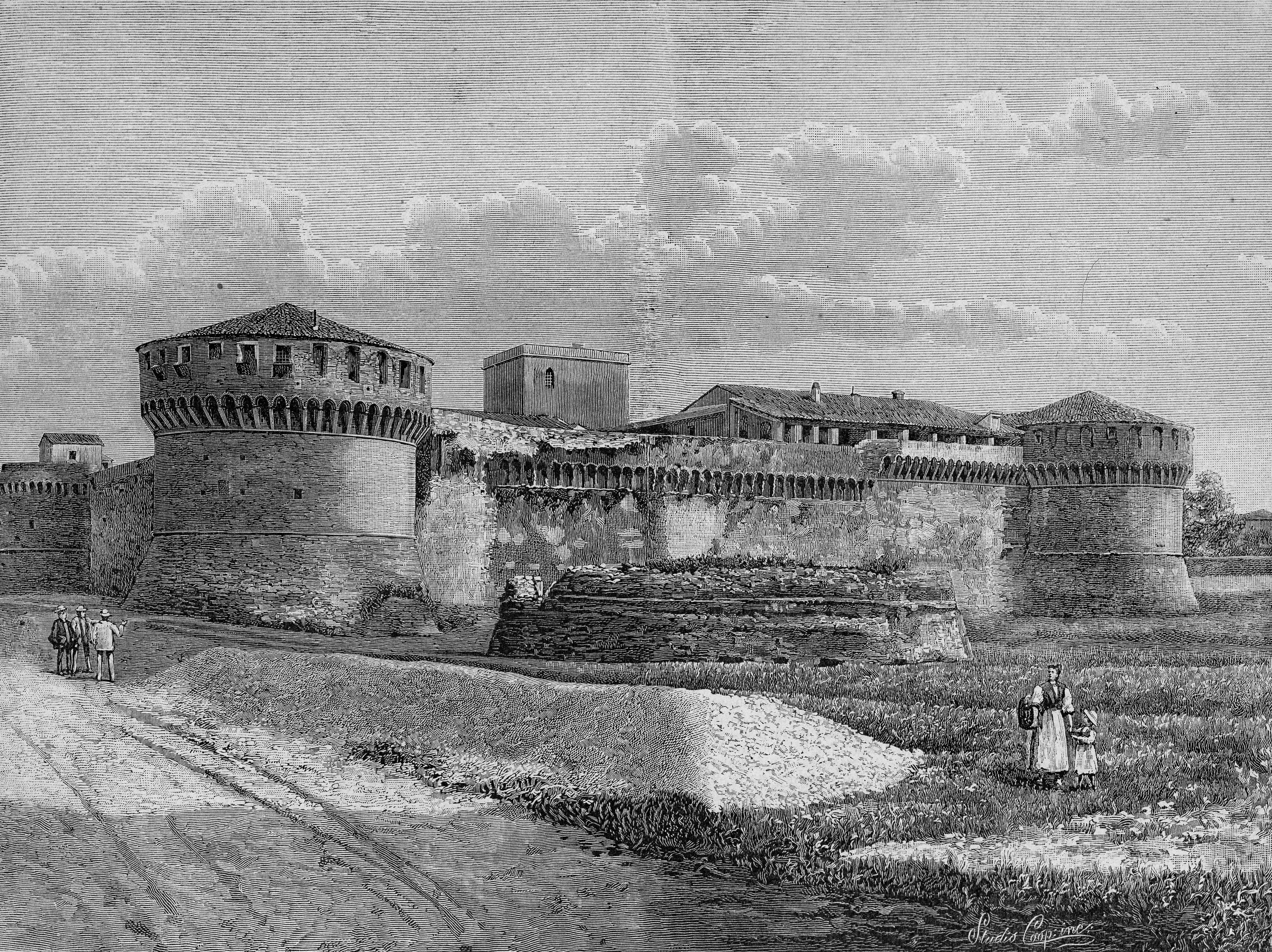
Lato sud della Rocca in una xilografia di fine Ottocento.

Anche con l'avvento del Regno d'Italia mantenne tale funzione. Il ricordo di quasi cinque secoli come prigione portò nella comunità imolese una percezione negativa della Rocca, simbolo della repressione da parte del potere. Emblematico in questo senso è il fatto che per Andrea Costa nella visione utopistica del 1881 della sua Imola "la rocca era stata atterrata dalle fondamenta".
Durante il secondo conflitto mondiale, e in particolare dopo l'8 settembre del 1943, le celle della Rocca sforzesca furono utilizzate per incarcerare gli oppositori politici. Da qui vennero prelevati i prigionieri che furono poi uccisi presso il pozzo Becca. La Rocca rimase in funzione fino al 1958, quando le carceri furono chiuse.

### Dal XX secolo ad oggi
Nel 1903 il demanio cedette la Rocca al Comune di Imola. A causa della decennale mancanza di manutenzione la struttura si trovava in una condizione di decadimento, per esempio aveva perso la merlatura su tutte e quattro le cortine. Tra settembre 1940 e giugno 1941 l'architetto Arrigo Stanzani esegue un rilievo completo delle cortine esterne della Rocca e redige un progetto di restauro del perimetro esterno su incarico della Soprintendenza ai Monumenti, solo in parte realizzato negli anni successivi. Fra il 1960 e il 1972 vengono completati il progetto di Stanzani e altre modifiche progettate dagli architetti Ettore Martini e Franco Schettini. Nel 1973 è stato aperto al pubblico come sede museale.

## Collezioni d'armi e di ceramiche
All'interno delle sale e dei torrioni della rocca, dal 1975 hanno sede le Collezioni d'armi e di ceramiche con opere a partire dal XIII secolo.. Accreditate al Sistema museale nazionale, le collezioni fanno parte della rete museale di Imola Musei, insieme a Palazzo Tozzoni e al Museo di San Domenico.
Le ceramiche delle collezioni sono esposte nelle sale del mastio e del torrione sud-ovest e provengono dagli scavi della rocca. Sono emerse negli anni Sessanta del Novecento durante i lavori di restauro. Si tratta di ceramiche tardo-arcaiche, graffite e maioliche, del periodo alidosiano. Tra i pezzi di pregio figura un servizio da tavola intero, composto di diciotto piatti in ceramica graffita dell'inizio del XV secolo: ritrovato nel pozzo "da butto" ai piedi del mastio, risulta simile ad un altro servizio della prima metà del XIV secolo ritrovato nel castello di Montaldo, in Piemonte.

Collezione di ceramiche
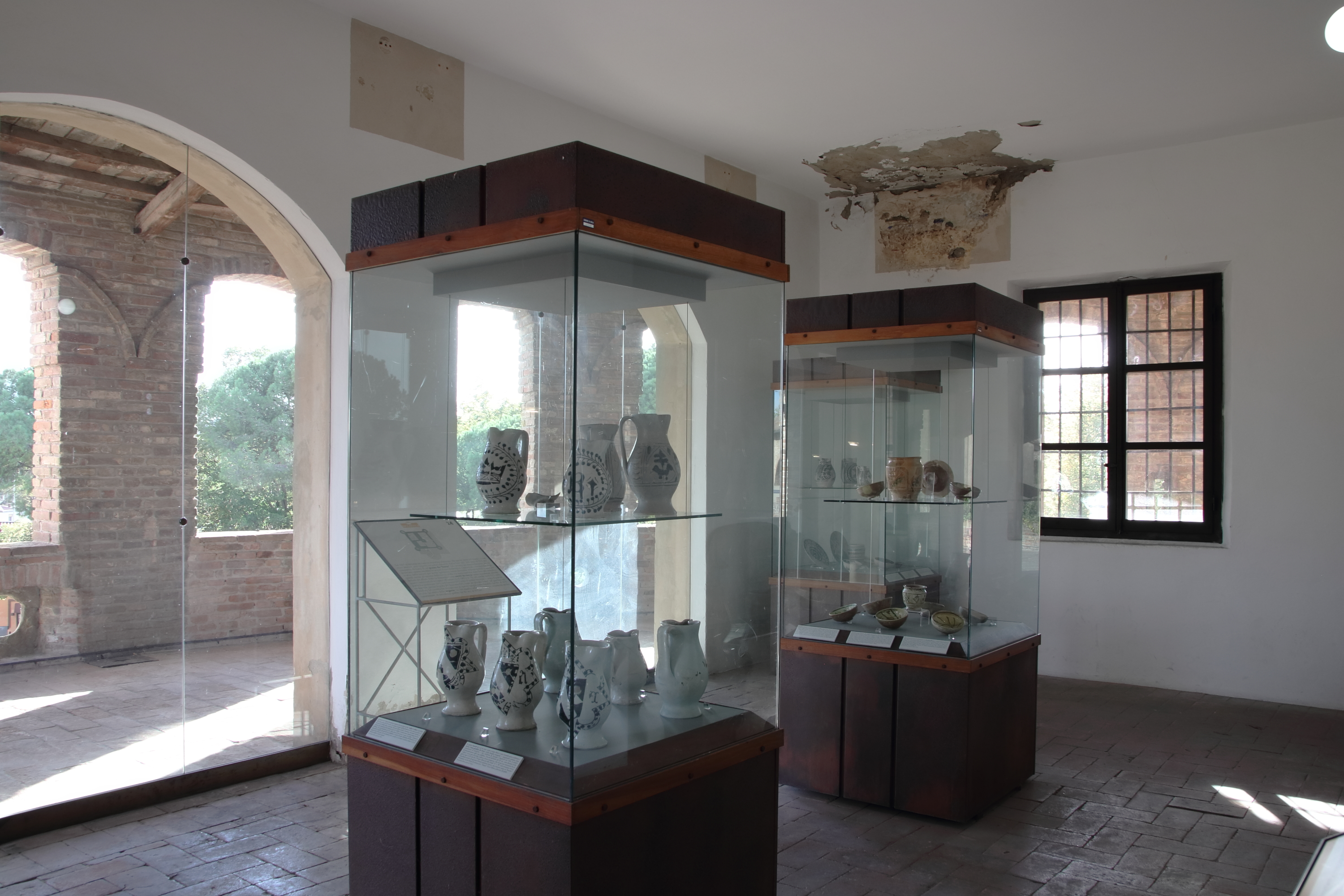
Una sala della collezione di ceramiche
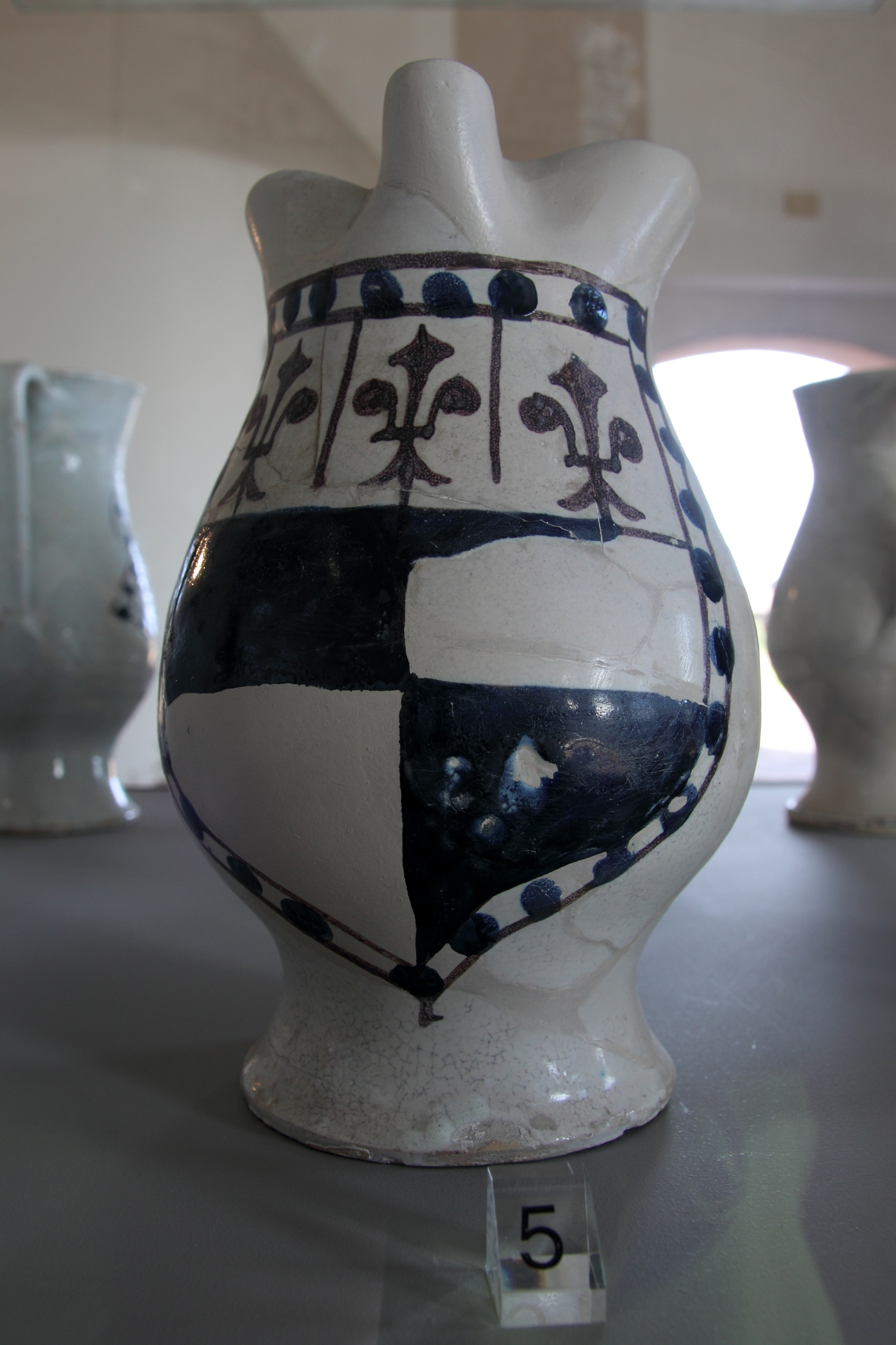
Boccale a zaffera con lo stemma dei Manfredi, della prima metà del XV sec.
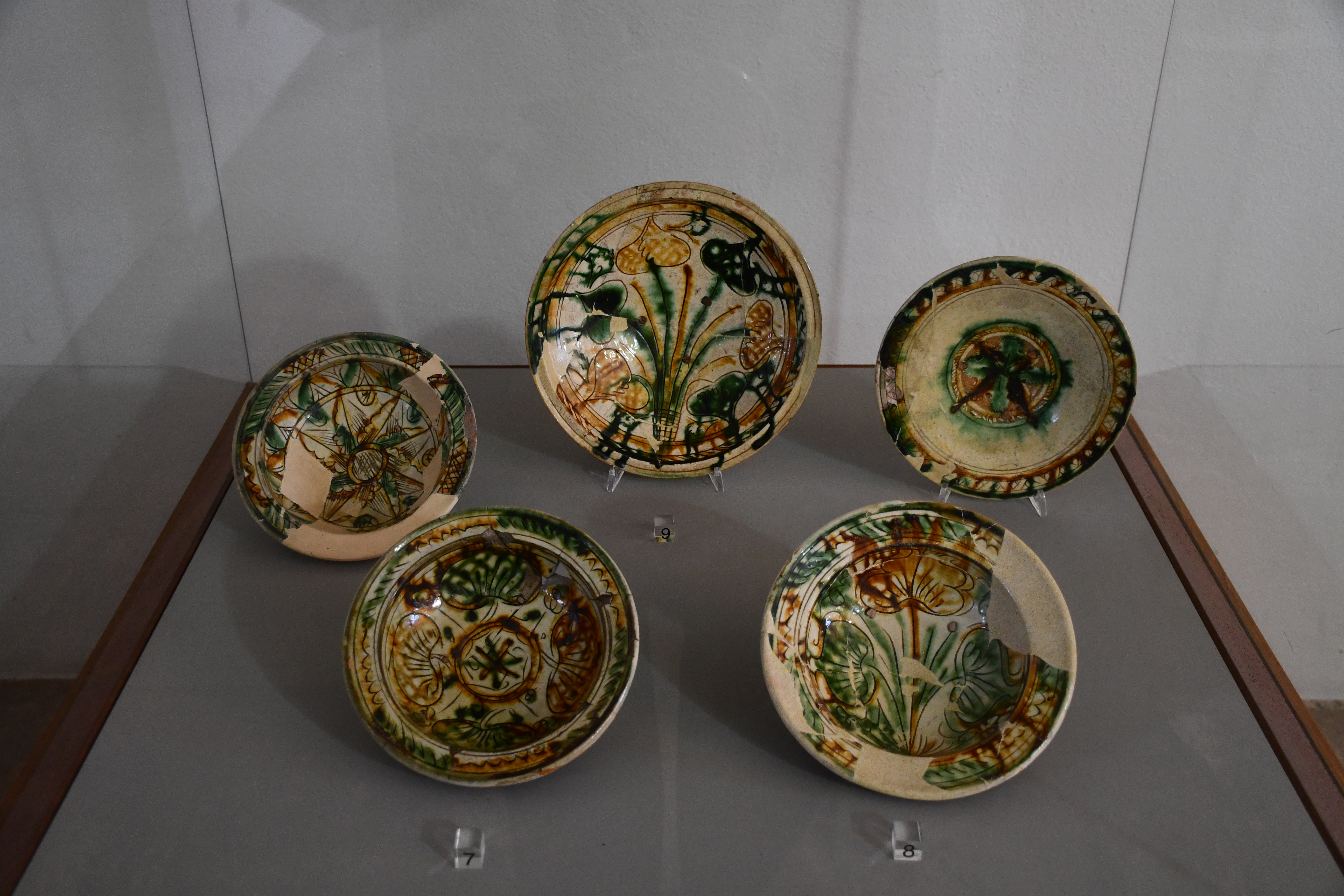
9. ciotola ingobbiata proveniente dalle segrete del mastio, della seconda metà del XV secolo

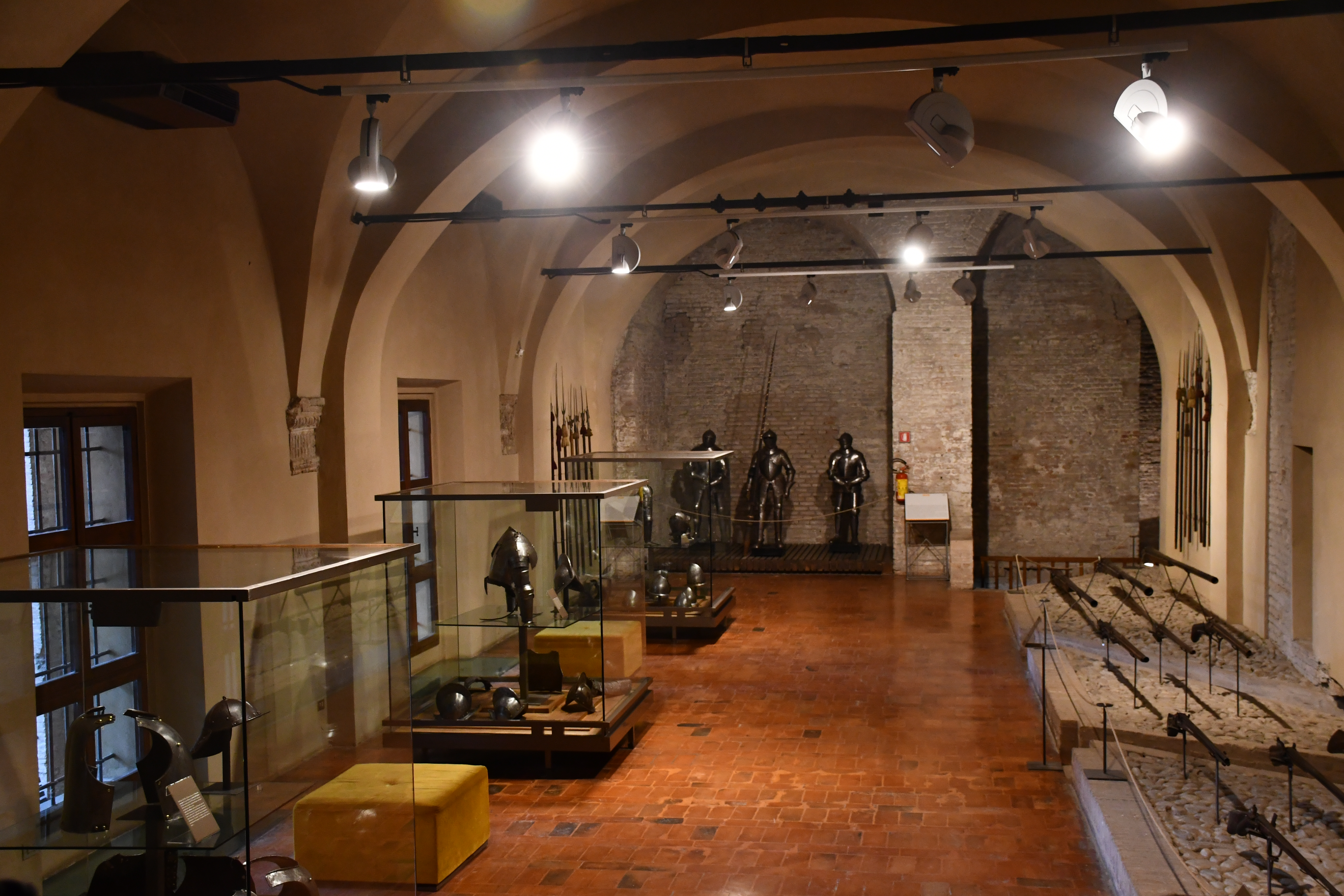
Una sala della collezione di armi

La collezione di armi ha invece un'origine completamente diversa: nasce dalla volontà del Comune di acquisire armi e armature di diversa provenienza e di raccoglierle in un'unica sede, componendole in un'unica collezione assieme agli sporadici ritrovamenti in loco (due elmi e una bombarda ritrovati in un pozzo della rocca). La collezione di armi è costituita da circa seicento pezzi, databili dal XIII al XIX secolo, prevalentemente armi bianche, ma con interessanti esemplari di armi da fuoco, come l'artiglieria da posta rinascimentale.